# Torfowiec czerwonawy
Torfowiec czerwonawy (Sphagnum rubellum Wils.) – gatunek mchu z rodziny torfowcowatych. Występuje na półkuli północnej, dość częsty na terenie Polski.

## Rozmieszczenie geograficzne
Szeroko rozprzestrzeniony na półkuli północnej.
W Polsce rozpowszechniony na terenie całego kraju, choć najliczniej występuje na północy. W górach ma rozproszone stanowiska, zarówno w Sudetach, jak i Karpatach (w Tatrach rośnie do wysokości 1410 m n.p.m.).

## Morfologia i anatomia

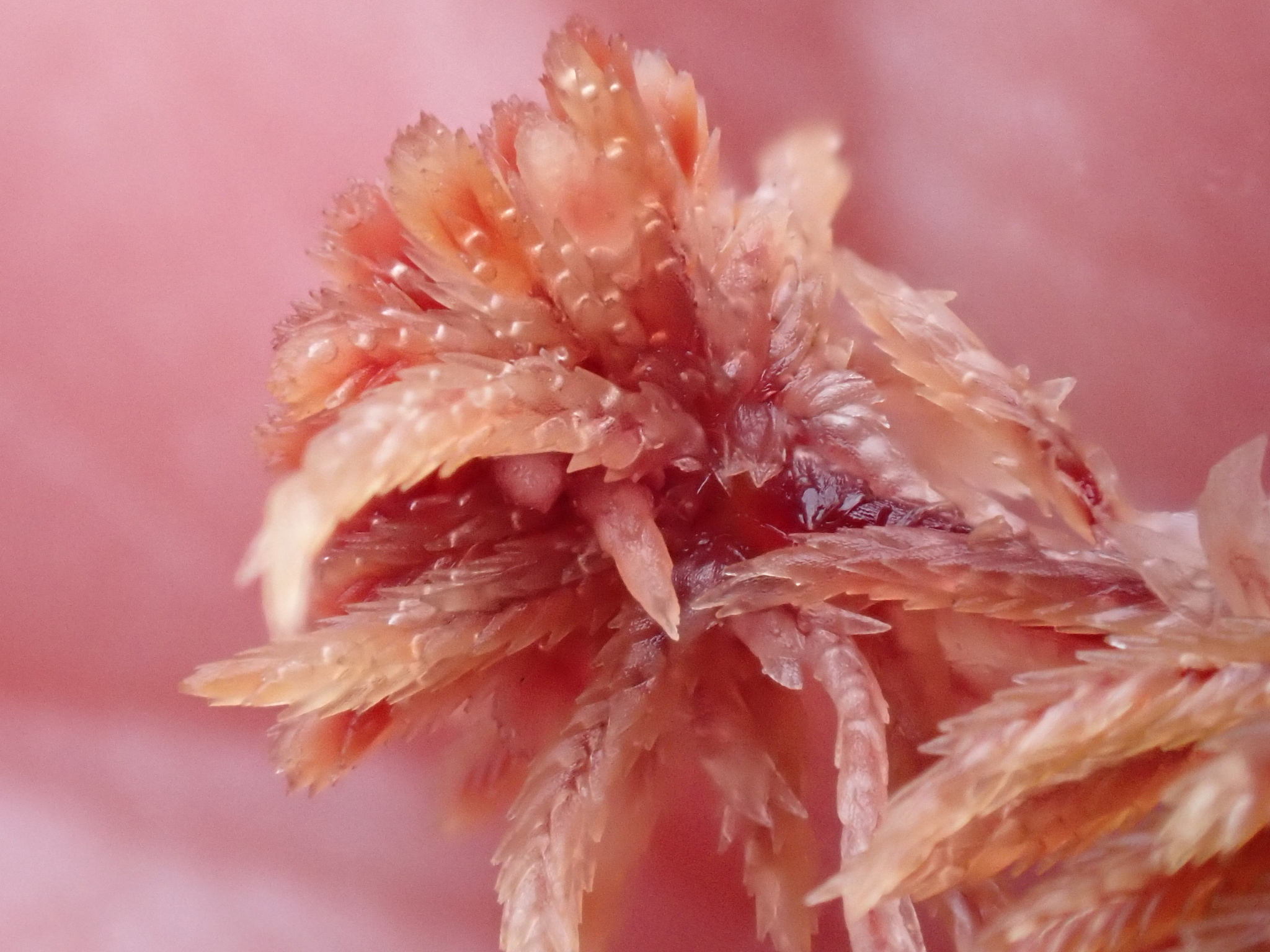
Główka torfowca czerwonawego

PokrójTorfowiec mały lub średniej wielkości, do 10 cm wysokości, smukły i wiotki, koloru od purpurowego lub głębokiej bordowej czerwieni przez czerwony, czerwonozielony do żółtawozielonego, tworzący najczęściej luźne, niewysokie i miękkie darnie.
GłówkiPłaskie, luźne.
PęczkiDość luźno rozmieszczone, odsłaniające łodyżkę. Zazwyczaj z trzema gałązkami. Dwie gałązki odstające są lekko zakrzywione na końcach; górna krótsza, dolna dłuższa. Gałązka zwisająca (rzadziej 2) dość długa, mniej lub bardziej przylegająca do łodyżki.
ŁodyżkiCienkie, do 0,7 mm średnicy, miękkie. Czerwone, żółtawe lub jasnozielone, dość odsłonięte. Kora dobrze rozwinięta, z 3–4 warstwami mocno rozdętych komórek hialinowych (wodnych) bez porów. Cylinder wewnętrzny przeważnie czerwony. Łodyżki gałązkowe z wyraźną, pojedynczą komórką retortową z dobrze wykształconą, silnie odgiętą szyjką.
Listki łodyżkowePodłużne, językowate, podłużnie językowate lub językowato-trójkątne (także trójkątne lub trójkątno-językowate), ze szczytem szeroko zaokrąglonym, ząbkowanym lub słabo postrzępionym, wzniesione i mniej lub bardziej przylegające do łodyżki, niekiedy odstające, do 1 mm długości. Komórki wodne zazwyczaj bez listewek lub z nielicznymi listewkami, jedno- lub dwuczęściowe, z wyjątkiem szczytu – tam istnieje podział komórek wodnych na 2–4 części.
Listki gałązkoweNieduże, do 1,5 mm długości (zazwyczaj 0,7–1,2 mm), jajowate, jajowato-lancetowate, lancetowate, ułożone dość luźno w pięciu rzędach na gałązce, nieco odstające. Komórki wodne po stronie wypukłej listka dość rozdęte, z licznymi, małymi, okrągłymi porami na szczycie i eliptycznymi w dalszej części. Po stronie wklęsłej płaskie lub prawie płaskie, a pory duże i okrągłe w strefach krawędziowych. W przekroju poprzecznym chlorocysty trójkątne lub trapezowe, o dość cienkich ścianach, szeroko otwarte po stronie brzusznej listka, mocno zwężone po stronie grzbietowej.

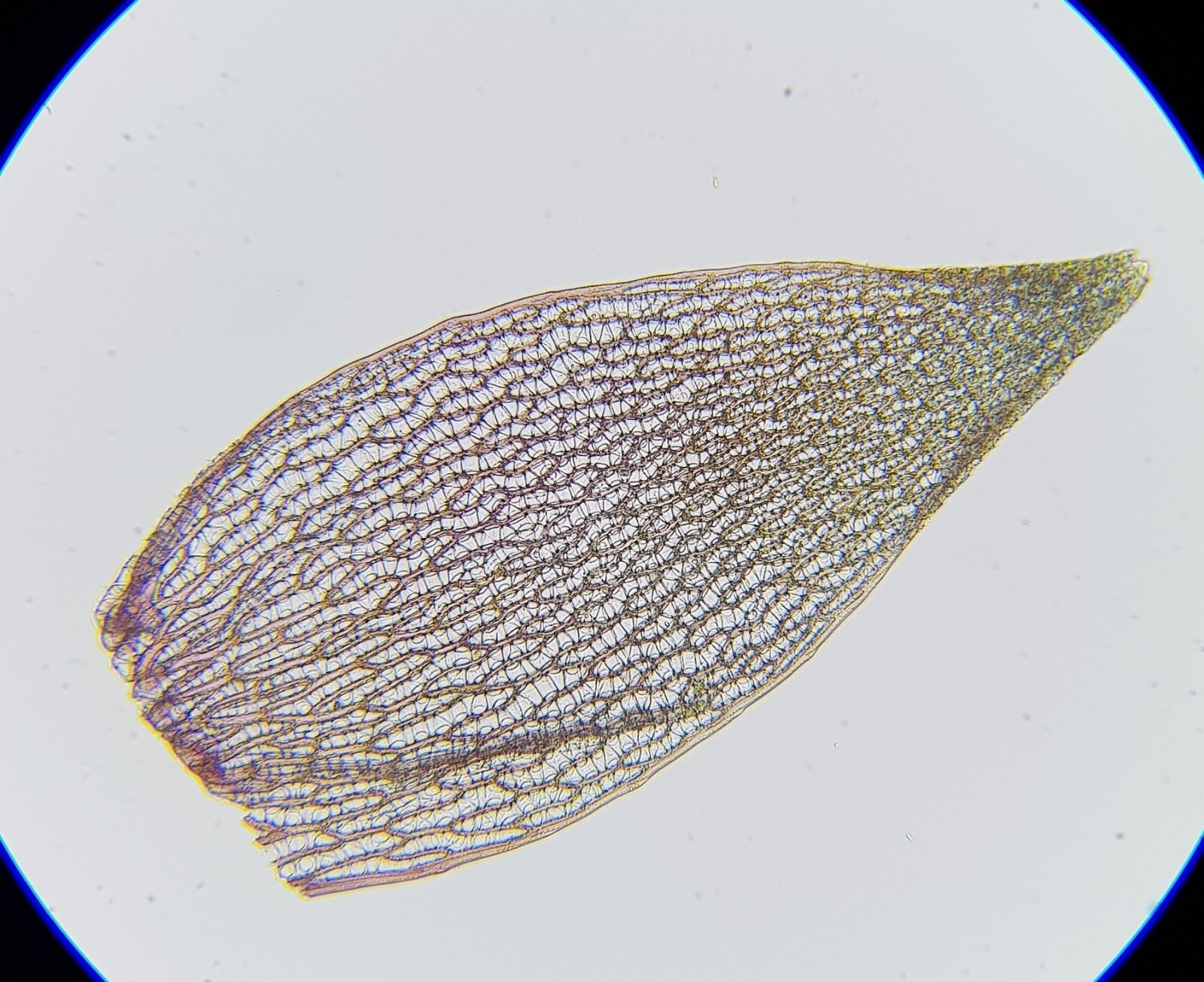
Listek gałązkowy
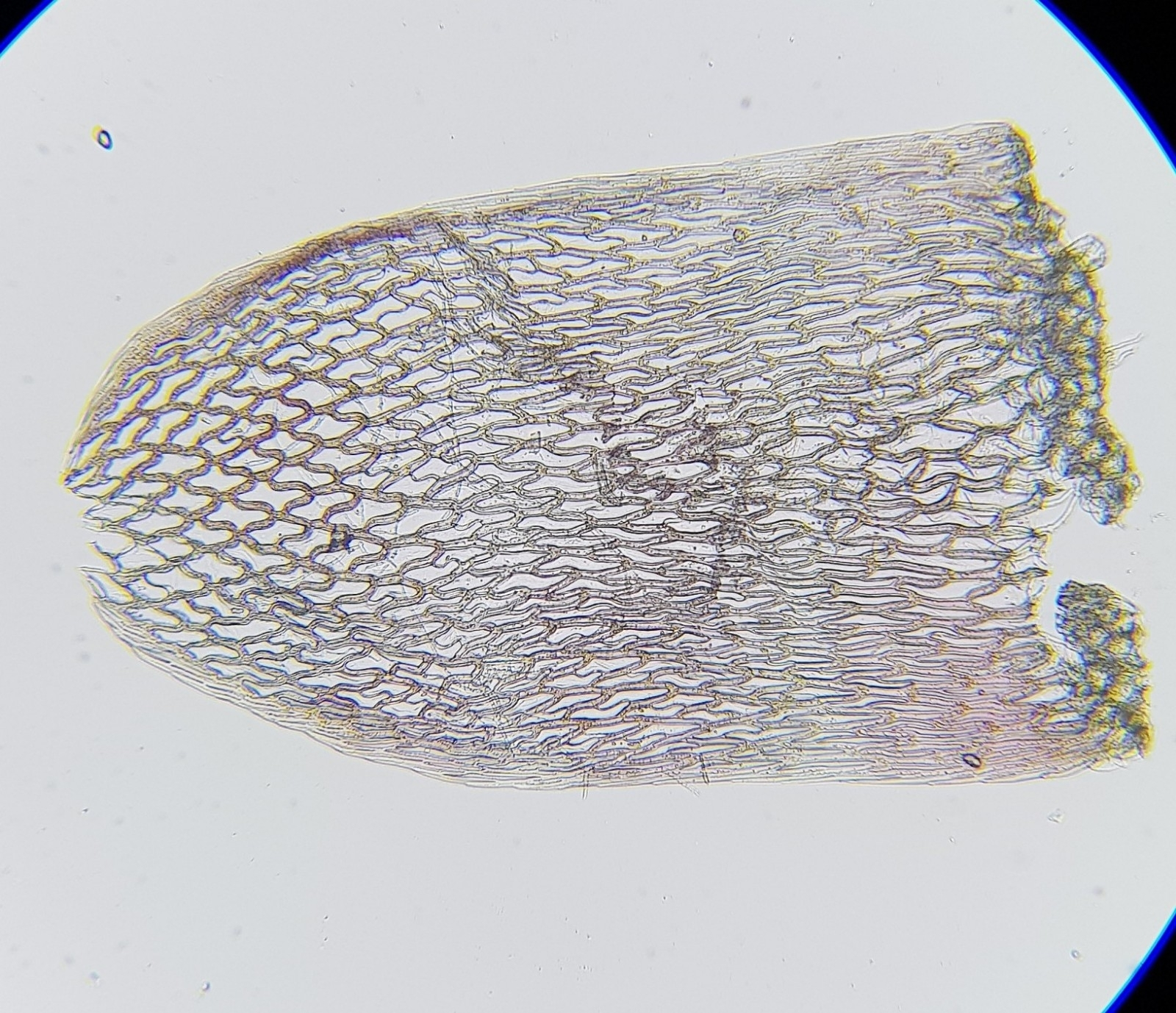
Listek łodyżkowy
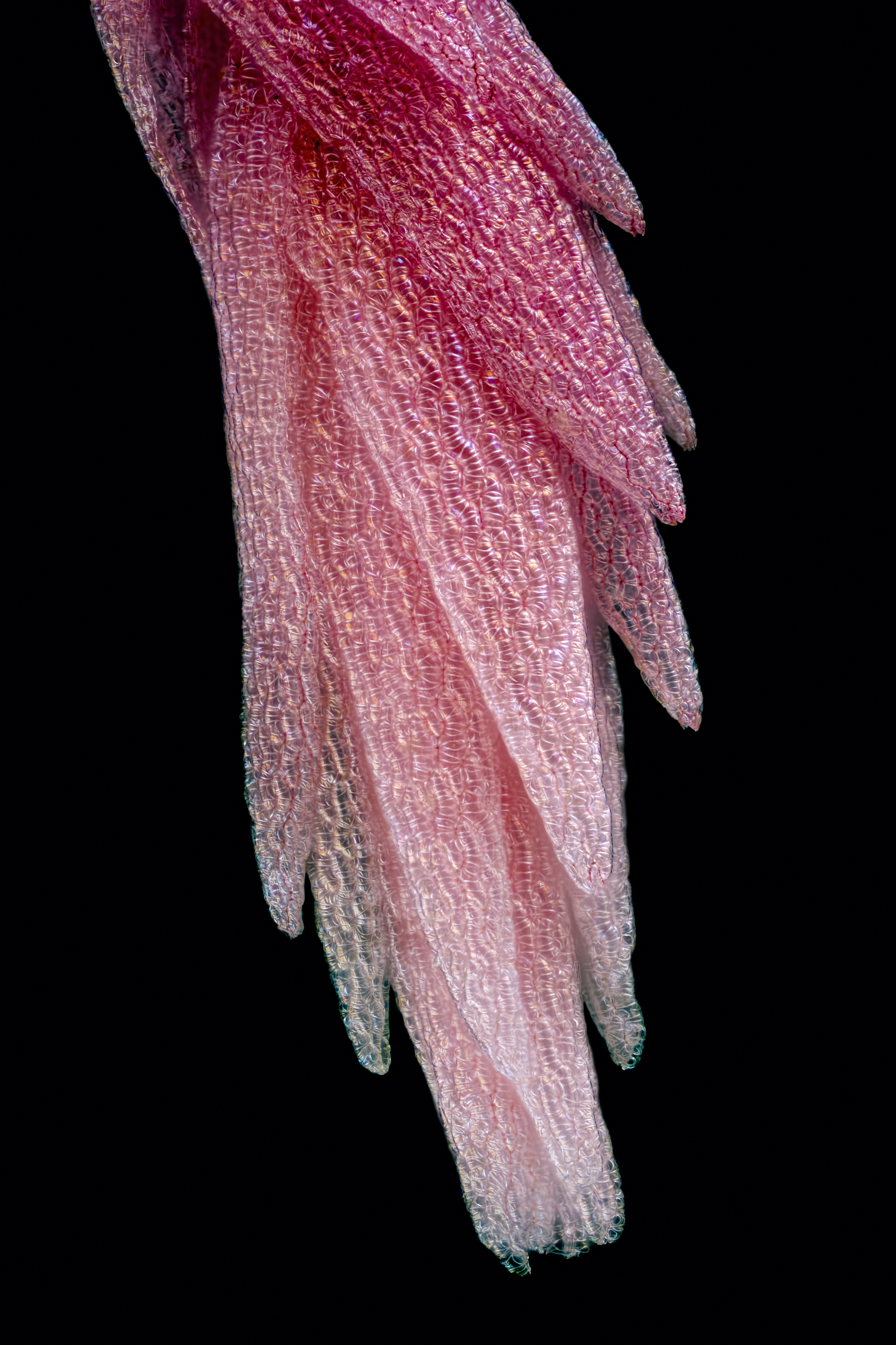
Listki gałązki zwisającej

Gatunki podobneNajczęściej mylony z torfowcem ostrolistnym, ale także z torfowcem Russowa i torfowcem Warnstorfa. Torfowiec ostrolistny ma półkolistą główkę, podczas gdy torfowiec czerwonawy płaską. Listek łodyżkowy u S. rubellum jest zaokrąglony na szczycie, u S. capillifolium dość tępy. U S. capillifolium często występują dość liczne listewki w komórkach wodnych listków łodyżkowych, u S. rubellum zazwyczaj listewek brak lub są nieliczne.

## Ekologia i biologia
Występuje głównie na otwartych torfowiskach wysokich, niekiedy przejściowych, rzadziej w borach bagiennych, na zboczach kępek. W klasyfikacji zbiorowisk roślinnych gatunek charakterystyczny dla zespołu Sphagnetum magellanici.
Torfowiec ten potrafi gromadzić wodę w ilości 14 razy większej niż sucha masa rośliny, co nie stanowi szczególnie dużej ilości w porównaniu z niektórymi innymi torfowcami (torfowiec magellański może nagromadzić 21-krotną ilość wody).

## Zagrożenia i ochrona
Gatunek w latach 2001–2004 objęty był w Polsce ochroną częściową, następnie w latach 2004–2014 ścisłą ochroną gatunkową. Od roku 2014 ponownie wpisany na listę gatunków roślin objętych ochroną częściową w Polsce na podstawie Rozporządzenia Ministra Środowiska z dnia 9 października 2014 r. w sprawie ochrony gatunkowej roślin.